# Europawahl in Tschechien 2024
- KSČM: 2
- Piráti: 1
- STAN: 2
- Spolu: 6
- ANO: 7
- PŘÍSAHA: 2
- SPD: 1

- G/EFA: 1
- EVP: 5
- EKR: 3
- PfE: 9
- ESN: 1
- NI: 2

Die Europawahl in Tschechien 2024 fand am 7. und 8. Juni 2024 statt. Sie wurde im Rahmen der EU-weit stattfindenden Europawahl 2024 durchgeführt. In Tschechien werden 21 der 720 Mandate im Europäischen Parlament vergeben.

## Wahlsystem
Das ganze Gebiet Tschechiens bildete einen Wahlbezirk. Die Wahlen fanden an zwei Tagen statt – am Freitag, 7. Juni von 14 bis 22 Uhr und am Samstag, 8. Juni von 8 bis 14 Uhr. Die Stimmen werden nach dem D’Hondt-Verfahren in Mandate umgerechnet. Es gibt eine Sperrklausel von 5 %. Der Wähler kann zwei Kandidaten eine Präferenzstimme erteilen. Falls ein Kandidat Präferenzstimmen von mindestens 5 % der gültigen abgegebenen Stimmen für seine Partei oder Wahlkoalition erhält, bekommt er das Mandat. Falls mehrere Kandidaten mindestens 5 % an Präferenzstimmen erhalten, werden die Kandidaten nach Präferenzstimmenzahl gereiht.
Aktiv wahlberechtigt ist jeder tschechische Staatsbürger, der spätestens am zweiten Wahltag das Alter von 18 Jahren erreicht hat, sowie jeder Staatsbürger eines anderen Mitgliedstaates, der spätestens am zweiten Wahltag das Alter von 18 Jahren erlangt und mindestens 45 Tage im Bevölkerungsregister eingetragen war. Im Ausland lebende Staatsbürger, welche in Tschechien an der Europawahl teilnehmen wollen, können nur persönlich auf tschechischem Staatsgebiet wählen.
Passiv wahlberechtigt ist jeder tschechische Staatsbürger, der spätestens am zweiten Wahltag das Alter von 21 Jahren erlangt, und jeder Staatsbürger eines anderen Mitgliedstaates, der spätestens am zweiten Wahltag das Alter von 21 Jahren erlangt und mindestens 45 Tage im Bevölkerungsregister eingetragen war.

## Ausgangslage

### Scheidendes Parlament
| Fraktion                       | Fraktion                                               | Mandate | Partei                        | Partei                                                                  | Mandate |
| ------------------------------ | ------------------------------------------------------ | ------- | ----------------------------- | ----------------------------------------------------------------------- | ------- |
|                                | Fraktion der Europäischen Volkspartei                  | 5 / 21  |                               | Křesťanská a demokratická unie – Československá strana lidová (KDU–ČSL) | 2 / 21  |
|                                | Fraktion der Europäischen Volkspartei                  | 5 / 21  | TOP 09                        | 2 / 21                                                                  |         |
|                                | Fraktion der Europäischen Volkspartei                  | 5 / 21  | Starostové a nezávislí (STAN) | 1 / 21                                                                  |         |
|                                | Renew Europe                                           | 3 / 21  |                               | Akce nespokojených občanů (ANO 2011)                                    | 3 / 21  |
|                                | Renew Europe                                           | 3 / 21  | Unabhängige                   | 2 / 21                                                                  |         |
|                                | Europäische Konservative und Reformer                  | 4 / 21  |                               | Občanská demokratická strana (ODS)                                      | 4 / 21  |
|                                | Die Grünen/Europäische Freie Allianz                   | 3 / 21  |                               | Česká pirátská strana (Piráti)                                          | 3 / 21  |
|                                | Fraktion der Progressiven Allianz der Sozialdemokraten | 1 / 21  |                               | Unabhängige                                                             | 1 / 21  |
|                                | Die Linke im Europäischen Parlament – GUE/NGL          | 1 / 21  |                               | Komunistická strana Čech a Moravy (KSČM)                                | 1 / 21  |
|                                | Fraktion Identität und Demokratie                      | 1 / 21  |                               | Svoboda a přímá demokracie (SPD)                                        | 1 / 21  |
|                                | Fraktionslose                                          | 1 / 21  |                               | Aliance národních sil (ANS)                                             | 1 / 21  |
|                                |                                                        |         |                               |                                                                         |         |
| Quelle: Europäisches Parlament |                                                        |         |                               |                                                                         |         |

### Listen und Parteien
| N. | Liste | Liste                                                             | Partei                                                                  | Partei                                         | Europapartei | Vorsitzender      |
| -- | ----- | ----------------------------------------------------------------- | ----------------------------------------------------------------------- | ---------------------------------------------- | ------------ | ----------------- |
| 1  |       | Klub angažovaných nestraníků (KAN)                                | Klub angažovaných nestraníků (KAN)                                      | Klub angažovaných nestraníků (KAN)             | –            | –                 |
| 2  |       | Liberální aliance nezávislých občanů (LANO)                       | Liberální aliance nezávislých občanů (LANO)                             | Liberální aliance nezávislých občanů (LANO)    | –            | –                 |
| 3  |       | SPD a Trikolora (SPD + Trikolora)                                 |                                                                         | Svoboda a přímá demokracie                     | ID           | Petr Mach         |
| 3  |       | SPD a Trikolora (SPD + Trikolora)                                 | Trikolora                                                               | –                                              |              | Petr Mach         |
| 4  |       | Mourek – politická strana (Mourek)                                | Mourek – politická strana (Mourek)                                      | Mourek – politická strana (Mourek)             | –            | –                 |
| 5  |       | Lepší život pro lidi (LŽPL)                                       | Lepší život pro lidi (LŽPL)                                             | Lepší život pro lidi (LŽPL)                    | –            | –                 |
| 6  |       | PRO – Jindřicha Rajchla (PRO2022 + SVPROZS)                       |                                                                         | Právo Respekt Odbornost                        | –            | –                 |
| 6  |       | PRO – Jindřicha Rajchla (PRO2022 + SVPROZS)                       | Správná volba PRO Zdraví a Sport                                        | –                                              |              | –                 |
| 7  |       | Urza.cz                                                           | Urza.cz                                                                 | Urza.cz                                        | –            | –                 |
| 8  |       | Referendum o vstupu do EU bylo zmanipulováno (SSPD-SP + Švýcdem)  |                                                                         | Strana státu přímé demokracie – Strana práce   | –            | –                 |
| 8  |       | Referendum o vstupu do EU bylo zmanipulováno (SSPD-SP + Švýcdem)  | Švýcarská demokracie                                                    | –                                              |              | –                 |
| 9  |       | Přísaha a Motoristé (AUTO + PŘÍSAHA)                              |                                                                         | Přísaha občanské hnutí                         | –            | Filip Turek       |
| 9  |       | Přísaha a Motoristé (AUTO + PŘÍSAHA)                              | Motoristé sobě                                                          | –                                              |              | Filip Turek       |
| 10 |       | SEN 21 a Volt Česko (SEN 21 + Volt)                               |                                                                         | SEN 21                                         | EDP          | Lenka Koenigsmark |
| 10 |       | SEN 21 a Volt Česko (SEN 21 + Volt)                               | Volt Česko                                                              | Volt                                           |              | Lenka Koenigsmark |
| 11 |       | Česká republika na 1. místě! (ČR1)                                | Česká republika na 1. místě! (ČR1)                                      | Česká republika na 1. místě! (ČR1)             | –            | –                 |
| 12 |       | Strana zelených (Zelení)                                          | Strana zelených (Zelení)                                                | Strana zelených (Zelení)                       | EGP          | Johanna Nejedlová |
| 13 |       | ČSSD – Česká suverenita sociální demokracie (ČSSD + DOMOV + Směr) |                                                                         | ČSSD – Česká suverenita sociální demokracie    | –            | –                 |
| 13 |       | ČSSD – Česká suverenita sociální demokracie (ČSSD + DOMOV + Směr) | DOMOV                                                                   | –                                              |              | –                 |
| 13 |       | ČSSD – Česká suverenita sociální demokracie (ČSSD + DOMOV + Směr) | Směr Česká republika                                                    | –                                              |              | –                 |
| 14 |       | ANO 2011 (ANO)                                                    | ANO 2011 (ANO)                                                          | ANO 2011 (ANO)                                 | ALDE         | Klára Dostálová   |
| 15 |       | Aliance za nezávislost ČR                                         |                                                                         | Národní demokracie (ND)                        | –            | Hynek Blaško      |
| 15 |       | Aliance za nezávislost ČR                                         | ROZUMNÍ (R)                                                             | –                                              |              | Hynek Blaško      |
| 15 |       | Aliance za nezávislost ČR                                         | Dělnická strana sociální spravedlnosti (DSSS)                           | APF                                            |              | Hynek Blaško      |
| 15 |       | Aliance za nezávislost ČR                                         | Bezpečné ulice (BU)                                                     | –                                              |              | Hynek Blaško      |
| 15 |       | Aliance za nezávislost ČR                                         | Aliance národních sil (ANS)                                             | –                                              |              | Hynek Blaško      |
| 15 |       | Aliance za nezávislost ČR                                         | Čistý kraj (ČKR)                                                        | –                                              |              | Hynek Blaško      |
| 16 |       | Ano lepší EU s mimozemšťany                                       | Ano lepší EU s mimozemšťany                                             | Ano lepší EU s mimozemšťany                    | –            | –                 |
| 17 |       | Spolu (ODS, KDU–ČSL, TOP 09)                                      |                                                                         | Občanská demokratická strana (ODS)             | EKR          | Alexandr Vondra   |
| 17 |       | Spolu (ODS, KDU–ČSL, TOP 09)                                      | Křesťanská a demokratická unie – Československá strana lidová (KDU–ČSL) | EVP                                            |              | Alexandr Vondra   |
| 17 |       | Spolu (ODS, KDU–ČSL, TOP 09)                                      | TOP 09                                                                  | EVP                                            |              | Alexandr Vondra   |
| 18 |       | Referendum - Hlas Lidu (REFERENDUM)                               | Referendum - Hlas Lidu (REFERENDUM)                                     | Referendum - Hlas Lidu (REFERENDUM)            | –            | –                 |
| 19 |       | Svobodní                                                          | Svobodní                                                                | Svobodní                                       | –            | Libor Vondráček   |
| 20 |       | Sociální demokracie (SOCDEM)                                      | Sociální demokracie (SOCDEM)                                            | Sociální demokracie (SOCDEM)                   | SPE          | Lubomír Zaorálek  |
| 21 |       | Starostové a osobnosti pro Evropu (STAN + SLK)                    |                                                                         | Starostové a nezávislí                         | –            | Jan Farský        |
| 21 |       | Starostové a osobnosti pro Evropu (STAN + SLK)                    | Starostové pro Liberecký kraj                                           | –                                              |              | Jan Farský        |
| 22 |       | Hlas                                                              | Hlas                                                                    | Hlas                                           | –            | –                 |
| 23 |       | Česká pirátská strana (Piráti)                                    | Česká pirátská strana (Piráti)                                          | Česká pirátská strana (Piráti)                 | PPEU         | Marcel Kolaja     |
| 24 |       | PRO vystoupení z EU (Morav + SPR-RSČMS)                           |                                                                         | Moravané                                       | –            | –                 |
| 24 |       | PRO vystoupení z EU (Morav + SPR-RSČMS)                           | Sdružení pro republiku – RSČMS (SPR-RSČMS)                              | –                                              |              | –                 |
| 25 |       | Nový směr (NOS)                                                   | Nový směr (NOS)                                                         | Nový směr (NOS)                                | –            | –                 |
| 26 |       | Stačilo! (KSČM, SD-SN, ČSNS)                                      |                                                                         | Komunistická strana Čech a Moravy (KSČM)       | EL           | Kateřina Konečná  |
| 26 |       | Stačilo! (KSČM, SD-SN, ČSNS)                                      | Česká strana národně sociální (ČSNS)                                    | –                                              |              | Kateřina Konečná  |
| 26 |       | Stačilo! (KSČM, SD-SN, ČSNS)                                      | Spojení demokraté – Sdružení nezávislých (SD-SN)                        | –                                              |              | Kateřina Konečná  |
| 27 |       | Demokratická strana zelených – Za práva zvířat                    | Demokratická strana zelených – Za práva zvířat                          | Demokratická strana zelených – Za práva zvířat | –            | –                 |
| 28 |       | Pravý blok (PB)                                                   | Pravý blok (PB)                                                         | Pravý blok (PB)                                | –            | –                 |
| 29 |       | Senioři sobě (SESO)                                               | Senioři sobě (SESO)                                                     | Senioři sobě (SESO)                            | –            | –                 |
| 30 |       | Levice                                                            | Levice                                                                  | Levice                                         | EL           | Jan Májíček       |

## Ergebnis

### Nach Parteien
| Listen                         | Listen                                                           | Stimmen   | %    | Mandate |
| ------------------------------ | ---------------------------------------------------------------- | --------- | ---- | ------- |
|                                | ANO 2011                                                         | 776.158   | 26,1 | 7       |
|                                | Spolu ODS KDU–ČSL TOP09                                          | 661.250   | 22,3 | 6 3 1 2 |
|                                | Přísaha a Motoristé Přísaha Motoristé                            | 304.623   | 10,3 | 2 0     |
|                                | DStačilo! KSČM SD-SN ČSNS Unabhängige                            | 283.935   | 9,6  | 2 1 0 1 |
|                                | DStarostové a osobnosti pro Evropu STAN SLK                      | 258.431   | 8,7  | 2 0     |
|                                | Česká pirátská strana                                            | 184.091   | 6,2  | 1       |
|                                | SPD a Trikolora SPD Trikolora                                    | 170.172   | 5,7  | 1 0     |
|                                | PRO – Jindřicha Rajchla (PRO – SVPROZS)                          | 63.959    | 2,2  | –       |
|                                | Sociální demokracie                                              | 55.260    | 1,9  | –       |
|                                | Svobodní                                                         | 52.408    | 1,8  | –       |
|                                | Strana zelených                                                  | 46.127    | 1,6  | –       |
|                                | Aliance za nezávislost ČR (ND – ROZUMNÍ – DSSS – BU – ANS – ČKR) | 14.910    | 0,5  | –       |
|                                | Demokratická strana zelených – Za práva zvířat                   | 12.448    | 0,4  | –       |
|                                | Lepší život pro lidi                                             | 10.767    | 0,4  | –       |
|                                | SEN 21 a Volt Česko                                              | 9.955     | 0,3  | –       |
|                                | ČSSD – Česká suverenita sociální demokracie                      | 7.579     | 0,3  | –       |
|                                | Česká republika na 1. místě!                                     | 6.897     | 0,2  | –       |
|                                | Mourek – politická strana                                        | 6.759     | 0,2  | –       |
|                                | Liberální aliance nezávislých občanů                             | 6.541     | 0,2  | –       |
|                                | Ano lepší EU s mimozemšťany                                      | 6.479     | 0,2  | –       |
|                                | Hlas                                                             | 6.328     | 0,2  | –       |
|                                | Klub angažovaných nestraníků                                     | 4.561     | 0,2  | –       |
|                                | PRO vystoupení z EU (Moravané – SPR-RSČMS)                       | 3.912     | 0,1  | –       |
|                                | Pravý blok                                                       | 3.392     | 0,1  | –       |
|                                | Referendum o vstupu do EU bylo zmanipulováno (SSPD-SP – Švýcdem) | 2.559     | 0,1  | –       |
|                                | Urza.cz                                                          | 2.426     | 0,1  | –       |
|                                | Levice                                                           | 2.296     | 0,1  | –       |
|                                | Referendum - Hlas Lidu                                           | 2.036     | 0,1  | –       |
|                                | DSenioři sobě                                                    | 1.563     | 0,1  | –       |
|                                | Nový směr                                                        | 1.067     | 0,0  | –       |
| Gesamt                         | Gesamt                                                           | 2.971.261 | 100  | 21      |
|                                |                                                                  |           |      |         |
| Ungültige Stimmen              | Ungültige Stimmen                                                | 22.793    | 0,8  |         |
| Wähler                         | Wähler                                                           | 2.994.054 | 35,3 |         |
| Wahlberechtigte                | Wahlberechtigte                                                  | 8.490.901 |      |         |
|                                |                                                                  |           |      |         |
| Quelle: Český statistický úřad |                                                                  |           |      |         |

## Fraktionen im Europäischen Parlament

### Nach Listen
| Liste/Partei | Liste/Partei               | Liste/Partei                                                  | Liste/Partei                      | Mandate | Fraktion |
| ------------ | -------------------------- | ------------------------------------------------------------- | --------------------------------- | ------- | -------- |
|              | ANO 2011                   | ANO 2011                                                      | ANO 2011                          | 7 / 21  | PfE      |
|              | Spolu                      |                                                               | ODS                               | 3 / 21  | EKR      |
|              | Spolu                      | TOP 09                                                        | 2 / 21                            | EVP     |          |
|              | Spolu                      | Křesťanská a demokratická unie – Československá strana lidová | 1 / 21                            | EVP     |          |
|              | Přísaha                    | Přísaha                                                       | Přísaha                           | 2 / 21  | PfE      |
|              | Stačilo!                   |                                                               | Komunistická strana Čech a Moravy | 1 / 21  | NI       |
|              | Stačilo!                   | Unabhängiger                                                  | 1 / 21                            | NI      |          |
|              | Starostové a nezávislí     | Starostové a nezávislí                                        | Starostové a nezávislí            | 2 / 21  | EVP      |
|              | Česká pirátská strana      | Česká pirátská strana                                         | Česká pirátská strana             | 1 / 21  | G/EFA    |
|              | Svoboda a přímá demokracie | Svoboda a přímá demokracie                                    | Svoboda a přímá demokracie        | 1 / 21  | ESN      |

### Nach Fraktionen
| Fraktion | Fraktion                              | Mandate | Partei                                                        | Partei                            | Mandate |
| -------- | ------------------------------------- | ------- | ------------------------------------------------------------- | --------------------------------- | ------- |
|          | Patrioten für Europa                  | 9 / 21  |                                                               | ANO 2011                          | 7 / 21  |
|          | Patrioten für Europa                  | 9 / 21  | Přísaha                                                       | 2 / 21                            |         |
|          | Fraktion der Europäischen Volkspartei | 5 / 21  |                                                               | TOP 09                            | 2 / 21  |
|          | Fraktion der Europäischen Volkspartei | 5 / 21  | Starostové a nezávislí                                        | 2 / 21                            |         |
|          | Fraktion der Europäischen Volkspartei | 5 / 21  | Křesťanská a demokratická unie – Československá strana lidová | 1 / 21                            |         |
|          | Europäische Konservative und Reformer | 3 / 21  |                                                               | ODS                               | 3 / 21  |
|          | Fraktionslose                         | 2 / 21  |                                                               | Komunistická strana Čech a Moravy | 1 / 21  |
|          | Fraktionslose                         | 2 / 21  | Unabhängiger                                                  | 1 / 21                            |         |
|          | Die Grünen/Europäische Freie Allianz  | 1 / 21  |                                                               | Česká pirátská strana             | 1 / 21  |
|          | Europa der Souveränen Nationen        | 1 / 21  |                                                               | Svoboda a přímá demokracie        | 1 / 21  |